# Assemblée du Kosovo
9e législature
Bâtiment de l'Assemblée
L'Assemblée du Kosovo ou Assemblée de la république du Kosovo (en albanais : Kuvendi i Kosovës ; en serbe : Skupština Kosovo, en serbe en écriture cyrillique : Скупштина Косово) est le parlement monocaméral de la république du Kosovo.

## Histoire
L'Assemblée du Kosovo est créée à l'origine par la Mission d'administration intérimaire des Nations unies au Kosovo en 2001 pour assurer un « gouvernement autonome démocratique provisoire ».
Le 17 février 2008, les députés déclarent que l'indépendance du Kosovo de la Serbie et adoptent ensuite une Constitution qui entre en vigueur le 15 juin 2008.

## Système électoral

Composition ethnique de l'assemblée :
Albanais : 100 sièges
Serbes : 10 sièges
Roms, Ashkalis et Égyptiens des Balkans : 4 sièges
Bosniaques : 3 sièges
Turcs : 2 sièges
Gorans : 1 sièges

L'Assemblée du Kosovo est dotée de 120 sièges pourvus pour quatre ans au scrutin proportionnel plurinominal dans une circonscription électorale unique. Les sièges sont répartis selon la méthode D'Hondt à tous les partis ayant franchi le seuil électoral de 5 % des suffrages exprimés. Les électeurs ont également la possibilité d'effectuer jusqu'à cinq votes préférentiels pour des candidats de la liste choisie afin de faire monter leurs places dans celle-ci.
Sur les 120 sièges, 100 sont pour les albanophones tandis que les 20 restants sont réservés aux minorités ethniques, à raison de dix sièges pour les Serbes, 3 pour les Bosniaques, 2 pour les Turcs, et 1 chacun pour les Roms, Ashkalis, Égyptiens des Balkans et Gorans. Un siège supplémentaire est cependant attribué à la minorité ayant recueilli le plus de suffrages parmi celles des Roms, Ashkalis et Égyptiens des Balkans, ce qui amène le plus souvent ces trois minorités à être présentées regroupées dans un ensemble comportant quatre sièges. Tous les partis doivent obligatoirement déclarer la communauté qu'ils représentent lors de leur enregistrement. Les électeurs se rendant aux urnes ont le choix de voter soit pour un parti ordinaire, soit pour un parti représentant une minorité. Après décompte des voix, la répartition de ces sièges se fait à la proportionnelle selon la même méthode que pour les sièges ordinaires, mais en ne prenant en compte pour chaque minorité que les suffrages obtenus par les partis représentant cette minorité. En pratique, dans le cas d'une minorité dotée d'un seul siège à pourvoir, le vote prend la forme d'un scrutin uninominal majoritaire à un tour,. 
Depuis 2008, toutes les listes sont en outre soumises à des quotas imposant un minimum de 30 % de candidats de chacun des deux sexes, avec une alternance dans l'ordre des listes au minimum tous les trois noms.

## Rôle
L'Assemblée élit, à la majorité des deux tiers de ses membres, le président de la République. Elle investit le Premier ministre et contrôle l'action du gouvernement. Elle vote les lois et approuve le budget.

## Commissions
L'Assemblée du Kosovo compte 19 commissions :
- Commission du budget
- Commission des finances et de l'économie
- Commission de l'éducation, des sciences et de la technologie
- Commission de la santé
- Commission du travail et de la protection sociale
- Commission des services publics
- Commission des affaires étrangères
- Commission des questions relatives au cadre judiciaire, législatif et constitutionnel
- Commission des personnes disparues (il s'agit d'une commission relativement unique qui traite de la question du grand nombre de personnes disparues et de prisonniers de guerre à la suite de la guerre du Kosovo)
- Commission des médias
- Commission des droits et intérêts des communautés
- Commission du commerce et de l'industrie
- Commission de la culture, de la jeunesse et des sports
- Commission de l'environnement et de l'aménagement du territoire
- Commission des transports et des communications
- Commission de l'agriculture, des forêts et du développement rural
- Commission de la protection civile
- Commission des pétitions et des revendications publiques
- Commission sur l'égalité des genres

## Composition actuelle
Les informations qui suivent sont à jour du 15 avril 2025.

### Président de l'Assemblée
L'actuel président est Avni Dehari depuis le 15 avril 2025. Il assure l'intérim en attendant l'élection d'un nouveau président.

### Bureau de l'Assemblée
| Fonction        | Nom                    | Parti | Parti             |
| --------------- | ---------------------- | ----- | ----------------- |
| Président       | Avni Dehari (intérim)  |       | Autodétermination |
| Vice-présidents | Sala Jashari (intérim) |       | Autodétermination |

## Assemblée parlementaire du Conseil de l'Europe
L'Assemblée du Kosovo fait partie de l'Assemblée parlementaire du Conseil de l'Europe dans la catégorie « Autres délégations », le Kosovo n'étant pas reconnu par la communauté internationale. Le Kosovo est représenté par trois personnes dans cette assemblée, ainsi que trois suppléants.
Les représentants actuels (au 26 mai 2025) sont : Saranda Bogujevci (VV), Arben Gashi (LDK) et Enis Kervan (Groupe multiethnique).